# 王槐秀
王槐秀（1582年—？），字景旦，號起耕，山西平阳府蒲州人，明朝政治人物。

## 生平
萬曆三十一年（1603年）癸卯科山西乡试第五名举人，三十五年（1607年）丁未科进士，兵部观政，三十六年二月授肥城知县，四十二年考选，泰昌元年授四川道御史，本年巡按山东，丁忧。

## 家族
曾祖王九思，知事。祖父王廷信。父王著。母劉氏，継母李氏。严侍下。弟王槐榮。